# 仙台市市民文化事業団
公益財団法人仙台市市民文化事業団（こうえきざいだんほうじんせんだいししみんぶんかじぎょうだん）は、宮城県仙台市に所在する市の外郭団体で文化施設の管理・運営、文化事業の制作・実施等を行う公益財団法人。

## 概要
- 設立 - 1986年10月1日
- 所在地 - 宮城県仙台市青葉区旭ヶ丘3丁目27-5（仙台市青年文化センター内）
- 理事長 - 大越裕光

## 事業内容

### 管理・運営する施設
- 仙台市青年文化センター
- 仙台市泉文化創造センター
- せんだいメディアテーク
- 仙台市歴史民俗資料館
- せんだい演劇工房10-BOX
- 仙台文学館
- 地底の森ミュージアム
- 仙台市縄文の森広場
- せんだい3.11メモリアル交流館

### 主な制作・実施事業
- アジア音楽祭'90（1990年）
- 同'92（1992年）
- 第2回若い音楽家のためのチャイコフスキー国際コンクール（1995年）
- 仙台国際音楽コンクール（継続中）
- 仙台クラシックフェスティバル（継続中）
- せんだい短編戯曲賞（継続中）

## 沿革
- 1986年10月1日 - 仙台市による全額出資により設立。
- 1992年 - （財）仙台市泉文化振興事業協会と統合。
- 2001年 - エル・パーク仙台の管理・運営を（財）せんだい男女共同参画財団に引き継ぐ。
- 2004年 - （財）仙台市歴史文化事業団と統合。
- 2007年 - せんだいメディアテークの管理：運営を（財）仙台ひと・まち交流財団から引き継ぐ。
- 2012年 - 公益財団法人に移行。